# Семдор Семен Зіновійович
Семен Зіновійович Семдор (також Семен Дорошенко), справжнє ім'я Шимен Гольдштейн (1888, Сміла — † 12 серпня 1938, в інших джерелах — 1926) — український актор, режисер.

## Біографія
Народився у родині смілянського чоботаря. Ще будучи дитиною втік із трупою українських акторів. З 1913 року в театрі «Руської Бесіди» у Львові.
Грав у Парижі в єврейському театрі, був російським актором, після жовтневих подій створює в Україні разом з Лесем Курбасом та іншими видатними діячами перший державний «Молодий театр (Леся Курбаса)», сам грає у Молодому театрі (1916—1919), театрі імені ім. Шевченка (з 1920).
Коли «Молодий Театр» розпався із Гнатом Юрою та Амвросієм Бучмою створює театр імені Франка у Києві.
Створив єврейський театр, який називали «Онгейб» (тобто «Початок»).
Заголовні ролі в п'єсах Г. Ібсена («Доктор Штокман»), Ж.-Б. Мольєра («Тартюф»), К. Ґуцкова («Урієль Акоста»), у п'єсах Софокла, Г. Гавптмана, Б. Шоу, а також Л. Українки, В. Винниченка та ін.

## Ролі
- Назар («Назар Стодоля» Шевченка)
- Годвінсон («У пущі» Лесі Українки)
- Земляника («Ревізор» М. Гоголя)
- Сатін («На дні» М. Горького)
- Терезій («Цар Едіп» Софокла)

## Режисер вистав
- «Королівський цирульник» А. Луначарського
- «Огні Іванової ночі» Г. Зудермана
- «Доктор Штокман» Г. Ібсена
- «Урієль Акоста» К. Гуцкова